# Girib
Girib war ein persisches Längenmaß. 
- 1 Girib = 1066 Guerses / Guerzes = 3110 Pariser Fuß = 1010 Meter[1]
- 1 Guerze = 952,5 Millimeter[2]